# Guerra a Transoxiana
La guerra a Transoxiana de 1387-1388 foren unes incursions principalment dels sufis de Coràsmia i de guerrers de Toktamix i la seva Horda (als que es van afegir els jats de Mogulistan només per saquejar).
Tamerlà acabava de sotmetre Esfahan (21 de novembre de 1387) i Siraz (21 de desembre de 1387). Unes setmanes de plaers cortesans es van interrompre sobtadament. Des de Samarcanda van arribar notícies desesperades. Durant el hivern del 1387-1388 Mawara al-Nahr havia estat atacada. El cor de l'imperi estava assetjat. El príncep Umar Xaikh, el fill de Timur havia escapat per poc a la mort al camp de batalla. Les forces enemigues havien envoltat Bukharà. Alguns estaven saquejant la vall de Qashqa Darya, on havia nascut Timur. Els soldats estaven deixant devastats pobles i ciutats. El palau de Karshi, un dels símbols definitoris de l'imperi Txagatai, havia estat enderrocat. Pitjor encara, els jats, els antics adversaris de Timur a Mogolistan, no havien perdut temps a unir-se als astacs, acompanyats del shah Sulayman Sufi de Coràsmia. Va ser un cop amarg. A mitjans de la dècada de 1380, Timur governava, o més aviat havia conquerit, terres que s'estenien cap a l'oest des de Samarcanda fins a Geòrgia i els marges de l'imperi otomà. Tot i que bona part d'aquests territoris requeririen una reconquesta periòdica, va ser Timur i cap altre home que va poder afirmar que era emperador allí. Però mentre guanyava aquestes noves terres amb l'espasa a mes de mil quilòmetres de distància a l'oest, un exèrcit hostil, aprofitant la seva absència del tron de l'imperi, havia colpejat decisivament a l'est. El seu adversari havia muntat un raid llampec on menys s'esperava, utilitzant precisament la mena de tàctiques que el mateix Timur havia utilitzat amb tant d'èxit. Les maniobres brillantment executades havien reeixit. Ara, després d'anys de pau i molta quantitat, Samarcanda, la capital, estava a l'abast de l'amenaça. Era el repte més seriós al qual s'havia enfrontat mai. El fet de no confrontar-lo i superar-lo suposaria el final humiliant de la seva carrera de conquesta. Però el que va fer encara més dura la notícia a Timur era la identitat del seu enemic. La ironia era que l'enemic era el mateix home pel que s'havia vist impulsat a fer incursions al Caucas per assegurar les seves defenses occidentals. Aquí hi havia un adversari de naturalesa ben diferent, superior a qualsevol dels que Timur havia enfrontat i derrotat abans, un guerrer audaç i que havia après d'ell. El antic protegit havia aixecat l'espasa contra el seu mentor. El fill s'havia girat contra el seu pare adoptiu. Toktamish, kan de l'Horda d'Or, volia la guerra.
Les forces de Toktamish anaven manades pels prínceps tuluïdes Bik Yarok i Ilikmish i pels amirs Aisa Beg, Satgan Bahadur i altres. Des de Sighnak es van dirigir a Sabran que fou assetjada. Estava defensada pel governador timúrida Timur Khoja Akbugha que va resistir i finalment els atacants van aixecar el setge i van marxar cap altres llocs.
Umar Xaikh, el fill de Timur, governador de la vall de Fergana amb seu a Andijan, va reunir les seves forces i va marxar contra els invasors. A Samarcanda, Sulayman Shah i Amir Abas van reunir algunes tropes i van marxar a ajudar a Umar Xaikh. Com a governadors de Samarcanda van quedar l'amir Lal (germà de Taji Bugha Barles) i Shaikh Timur (germà d'Aktimur Bahadur). Les forces dels dos amirs es van reunir amb Umar Xaikh, van creuar el Sihun i van anar a trobar a l'enemic a Juklik a uns 25 km a l'est d'Otrar. Alli es va lliurar una batalla que va durar tot el dia; Umar Xaikh va avançar i va quedar aïllat dins de les línies enemigues i només per sort va poder-ne sortir i retirar-se cap a Andijan; pel seu costat les forces timúrides foren derrotades i Abas va quedar ferit. Allí va tenir notícia que l'amir mogol Ankatura, nebot de l'amir Hajji Beg Irkanut, havia trencat la treva i es dirigia també als dominis de Timur, havent ja arribar a Sayram i Shahsh (Taixkent) havent fet diverses incursions a l'altre costat del riu.
Umar Xaikh va reunir les tropes de Uzkend i va anar cap a Khujend on va saber que l'enemic havia marxat cap a Andijan per la ruta de Shak Ijmen. Va tirar enrere per tallar el pas dels mogols i els va atrapar a Aksiket, a la vora del Sihun. Els dos contingents van acampar un davant de l'altra amb el riu al mig; si un contingent es desplaçava l'altra feia el mateix; una nit Ankatura va sortir d'amagat amb la major part dels seus homes, deixant un miler dels seus al campament amb ordre d'encendre diversos focs per que semblés que tot l'exèrcit restava al lloc; així es va fer i Ankatura va trobar un pas força aviat i va sorprendre a les forces d'Umar Xaikh (menys nombroses) que no l'esperaven; Umar Xaikh derrotat va fugir a Andijan. Ankatura el va segui i va intentar conquerir Andijan però Umar Xaikh es va defensar tenaçment i fins i tot va quedar enmig dels enemics si bé afortunadament per ell l'amir Tukel Bahadur el va poder treure; finalment Ankatura va considerar innecessari seguir combatent a costa de moltes baixes contra un enemic aïllat amb poca capacitat ofensiva i va desistir de ocupar Andijan.
Tots aquests fets van passar a la tardor i segurament Ankatura es va retirar quan es va acostar el hivern. Umar Xaikh va enviar tropes a seguir a Ankatura que durant tres dies van fer atacs guerrillers a les forces mogols. Mentre Sulayman Shah, Amir Abas i altres havien retornat a Samarcanda que van posar en estat de defensa; els habitants dels barris i de les poblacions properes foren portats a Samarcanda. Timurtash fou enviat a Tirmidh per assegurar la seva defensa. No obstant els soldats de l'Horda d'Or no anaven a conquerir ciutats sinó a saquejar, cosa que van fer per tota Transoxiana. Únicament les forces que es van dirigir a Bukharà i que es van trobar allí amb altres forces de Toktamish enviades per l'altre costat, van fer un esforç per assetjar la ciutat. A Bukharà estaven Taji Bugha Barles i Atilmish i els amirs Yetlik Kutxin i Derbi Kutxin que van fortificar les muralles de la ciutat per defensar-la; van aconseguir refusar diversos atacs enemics i finalment els atacants van retirar-se abandonant el setge i anant a saquejar altres llocs i en concret aquestes forces van anar a Karshi guiats per Shah Mahmud Khuttalani, fill de Kay Kosrau Khuttalani. Després van passar per Kioiren i van arribar al Jihun. A Samarcanda l'amir Abas va morir de la ferida rebuda a la batalla.